# Præsidentvalget i USA 1864
Præsidentvalget i USA 1864 var det 20. præsidentvalget, som blev afholdt tirsdag d. 8. november 1896. Valget blev afholdt midt under den amerikanske borgerkrig, hvor den siddende præsident Abraham Lincoln let besejrede den demokratiske præsidentkandidat, den tidligere general George B. McClellan. Lincoln vandt med en stor margen på 212-21 i valgmandskollegiet, ligesom han også vandt flest vælgerstemmer på landsplan med 55%. For at tiltrække støtte fra såkaldte "krigsdemokrater" (demokratere, som støttede Unionen og Lincolns politikere og som derfor ønskede en hård linje overfor Konføderationen), oprettede Det Republikanske Parti i samarbejde med nogle demokrater partiet National Union Party.
På trods af en vis partipolitisk modstand fra Salmon Chase og andre radikale republikanere vandt Lincoln sit partis nominering ved National Union Partys konvent i 1864. I stedet for at genindstille vicepræsident Hannibal Hamlin valgte konventet Andrew Johnson fra Tennessee — en krigsdemokrat — som Lincolns vicepræsidentkandidat. John C. Frémont stillede op som kandidat for Radical Democracy Party, der kritiserede Lincoln for at være for moderat i spørgsmålet om racemæssig lighed, men Frémont valgte dog at trække sig i september 1864. Demokraterne var delt mellem Copperheads, der favoriserede en umiddelbar fred med konføderationen, og krigsdemokrater, der støttede krigen. McClellan — en krigsdemokrat — blev valgt på det demokratiske konvent i 1864 som partiets præsidentkandidat, til trods for partiet vedtog en platform, der gik ind for fred med konføderationen, som McClellan selv afviste.
På trods af frygt for at tabe valget vandt Lincoln et klart flertal af både vælgerstemmer og valgmandsstemmer, hvilket blandt andet kunne tilskrives Unionens sejr ved slaget ved Atlanta. Da borgerkrigen stadig rasede, blev der ikke optalt valgmandsstemmer fra nogen af de elleve sydstater, der havde tilsluttet sig Amerikas konfødererede stater. Lincolns genvalg sikrede derpå, at han ville præsidere over den sejrrige afslutning på borgerkrigen.
Lincolns sejr gjorde ham til den første præsident, der blev genvalgt siden Andrew Jackson i 1832, samt den første nordlige præsident, der nogensinde blev genvalgt. Lincoln blev myrdet mindre end to måneder inde i hans anden periode, og han blev efterfulgt af vicepræsident Andrew Johnson. Johnson var fortaler af en hurtig genoptagelse af de elleve konfødererede stater og Unionen, uden særlig hensyntagen til beskyttelse af de tidligere slaver i Sydstaterne. Dette førte til en konflikt med den republikansk dominerede kongres, der blandt andet også afstedkom, at Repræsentanternes Hus i 1868 satte Johnson for en rigsretsag. Han blev senere frikendt i Senatet med blot én stemme.

## Yderligere læsning
- Balsamo, Larry T. " Vi kan ikke have fri regering uden valg': Abraham Lincoln og valget i 1864", Journal of Illinois State Historical Society (2001): 181–99.
- Dudley, Harold M. "Valget i 1864," Mississippi Valley Historical Review, bind. 18, nr. 4 (mar. 1932), s. 500–18 i JSTOR
- Fehrenbacher, Don E. "The Making of a Myth: Lincoln and the Vice-Presidential Nomination in 1864" . Borgerkrigshistorie 41.4 (1995): 273–290.
- Long, David E. Jewel of Liberty: Abraham Lincolns genvalg og slutningen af slaveri (1994).
- Merrill, Louis Taylor "General Benjamin F. Butler i præsidentkampagnen i 1864". Mississippi Valley Historical Review 33 (marts 1947): 537–70. i JSTOR
- Nelson, Larry E. Bullets, Ballots og Retoric: Confederate Policy for the United States Presidential Contest of 1864 University of Alabama Press, 1980.
- Allan Nevins, Ordeal of the Union: The War for the Union vol 8 (1971).
- Newman, Leonard. "Modstand mod Lincoln ved valgene i 1864", Science & Society, bind. 8, nej. 4 (efterår 1944), s. 305–27. I JSTOR .
- Phillip Shaw Paludan, Præsidentskabet for Abraham Lincoln (University Press of Kansas, 1994) s. 274–93.
- James G. Randall og Richard N. Current . Præsident Lincoln: Sidste fulde foranstaltning . Vol. 4 af præsidenten Lincoln. 1955.
- Vorenberg, Michael. " Det misdannede barn': Slaveri og valget i 1864" Borgerkrigshistorie 2001 47 (3): 240–57.
- Jack Waugh, Reelecting Lincoln: The Battle for the 1864 Presidency (1998).
- White, Jonathan W. "Canvassing the Troops: Forbundsregeringen og soldaternes ret til at stemme" Borgerkrigshistorie 2004 50 (3): 291–317.
- White, Jonathan W.Emancipation, Union Army og genvalg af Abraham Lincoln (Baton Rouge: LSU Press, 2014).
- Winther, Oscar O. "Soldatestemningen ved valget i 1864", New York og History Pages og gør (1944) 25: 440–58.

### Primære kilder
- Chester, Edward W En guide til politiske platforme (1977) s. 80–85 online
- Porter, Kirk H. og Donald Bruce Johnson, red. Nationale partiplatforme, 1840-1964 (1965) online 1840-1956

## Eksterne links
- Leip, Dave. "1864 Presidential Election – Home States". Dave Leip's Atlas of U.S. Presidential Elections. Arkiveret fra originalen 25. januar 2009. Hentet 2009-01-11.
- 1864 vælgerstemmer efter distrikt
- 1864 vælgerstemmer efter delstat Arkiveret 16. februar 2010 hos  Wayback Machine
- Udskrift af 1864 Det Demokratiske Partis Platform
- Harper's Weekly - Oversigt
- mere fra Harper's Weekly
- Hvor tæt var valget i 1864? - Michael Sheppard, Massachusetts Institute of Technology
- Abraham Lincoln: En ressourcevejledning fra Library of Congress
- Præsidentvalg i 1864: En ressourcevejledning fra Library of Congress
- Præsidentvalget i 1864: optælling af vælgerstemmer Arkiveret 5. oktober 2017 hos  Wayback Machine